# Balón gástrico

Dibujo simplificado de un balón gástrico dentro del estómago

El balón gástrico, también denominado como balón intragástrico, es una esfera de silicona flexible y blanda, que se introduce en el estómago del paciente, mediante una  endoscopia, con el fin de conseguir la reducción de peso en personas con obesidad mórbida. Su introducción es un procedimiento de cirugía bariátrica de tipo restrictivo, pues su enfoque principal es el de generar una sensación de plenitud o de saciedad precoz para que la persona reduzca el consumo de alimentos, lo cual facilita el proceso de adelgazar.

## Historia
La aplicación de balón intragástrico se desarrolló a partir de la observación de los efectos de la pérdida de peso que causa naturalmente un bezoar (formación de grandes cantidades de bolos alimenticios que impiden el vaciamiento gástrico). Fue diseñado a principio de los 80 para colocarlo y cerrarlo en el estómago mediante endoscopia que más tarde se complementa con la inyección de solución fisiológica, que actúa como un bezoar artificial para fluctuar libremente dentro del estómago y permitir un ajuste volumétrico durante su colocación.

## Características
El balón gástrico está desarrollado especialmente para no deteriorarse con la acidez del estómago, presenta una válvula de silicona que se cierra automáticamente cuando el balón está lleno y es un producto de uso temporal, que exige un compromiso por parte del paciente en reeducar su comportamiento, con el propósito de reducir el peso durante el uso del producto y mantener esta pérdida por un periodo prolongado, una vez retirado el dispositivo.

## Cuánto se llena el balón
El balón se puede llenar entre 400cl y 700cl de suero dependiendo de las características del estómago y del paciente.
Una vez realizada la gastroscopia diagnóstica, en la que se descarta cualquier tipo de lesión u contraindicación que pudiera existir, el endoscopista decidirá el volumen de llenado, que suele ser de entre 500-650cc, ya que existe evidencia científica que afirma que llenar más el balón no implica una pérdida de peso superior y sí una peor tolerancia.

## Técnica
El tratamiento con balón gástrico se debe acompañar de un grupo multidisciplinario de especialistas que apoyen al paciente durante los seis meses del tratamiento, con el fin de ayudarlo a recuperar un peso adecuado, unos buenos hábitos alimenticios y la actividad física. Estos grupos están generalmente integrados por un nutricionista, psiquiatra, psicólogo, endocrinólogo y médico endoscopista.
Los pacientes que se someten a este método en su gran mayoría no sólo han perdido peso significativamente, sino que recuperan un estilo de vida saludable.

### Duración del tratamiento
El balón gástrico fue probado para durar seis meses dentro del estómago, sin embargo, se sabe que en alrededor de cinco meses, el organismo reconoce el balón como estímulo falso y la pérdida de peso disminuye. Por esta razón, hay médicos que retiran el balón en este momento y colocan otro dos meses más tarde.

### Retirada
A los seis meses de tratamiento mediante sedación profunda el balón gástrico se retira por medio de endoscopia. Se introduce un catéter para puncionar el balón gástrico y desinflarlo completamente. Utilizando una pinza extractora se toma el balón gástrico y se retira por la boca.
En caso del balón gástrico ajustable puede mantenerse en el estómago hasta un año ya que cuando empieza a perder efecto se puede hacer un reajuste y el estómago vuelve a reconocerlo como un estímulo.

## Contraindicaciones
- Contraindicaciones absolutas: Cirugías previas en el estómago, hernia hiatal voluminosa, anomalías de la faringe y el esófago, venas varicosas en el esófago, uso de fármacos antiinflamatorios o anticoagulantes, embarazo y trastornos psiquiátricos.[2]
- Contraindicaciones relativas: esofagitis, ulceración y lesiones agudas de la mucosa gástrica.

## Efectos adversos
Las complicaciones del BIG están relacionadas con el método endoscópico en sí, la sedación y perforación, a su contacto prolongado con la mucosa y su migración, que puede resultar en obstrucción esofágica o intestinal.